# 考杜拉國家公園
8°09′40″N 80°54′18″E / 8.16111°N 80.90500°E

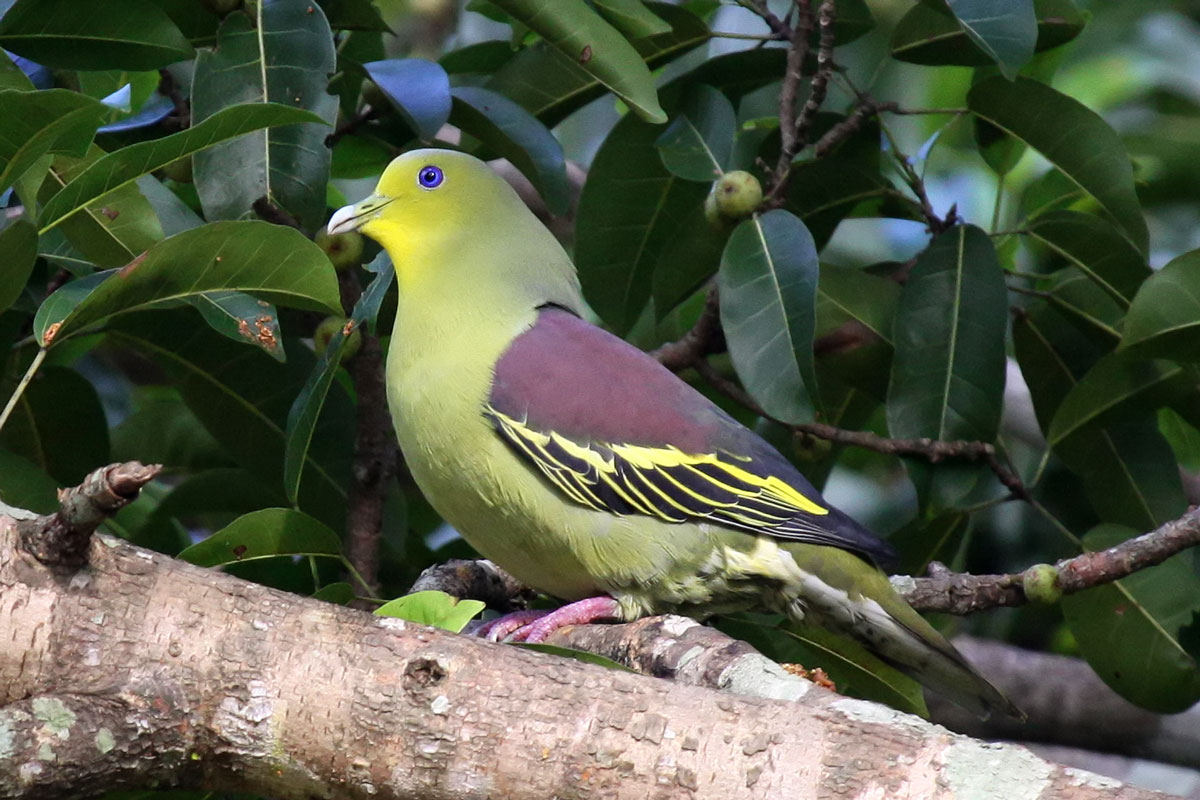

考杜拉國家公園是斯里蘭卡的國家公園，位於該國中部，處於北中省，距離可倫坡197公里，成立於2002年4月1日，面積69平方公里。